# Affaire des pépinières Derbez
Le texte peut changer fréquemment, n’est peut-être pas à jour et peut manquer de recul. 
Le titre et la description de l'acte concerné reposent sur la qualification juridique retenue lors de la rédaction de l'article et peuvent évoluer en même temps que celle-ci.
L'affaire des pépinières Derbez est un dossier judiciaire visant, à partir de 2021, Thierry Derbez, le « jardinier des stars », pour des soupçons de travail dissimulé et abus de biens sociaux.

## Contexte
Surnommé le « jardinier des stars » car il a la charge de l’entretien des jardins de plusieurs personnalités, Thierry Derbez est un jardinier-pépiniériste reconnu et installé depuis 1981, dans le golfe de Saint-Tropez où il gère les espaces verts de grandes personnalités. Son entreprise, rebaptisée Groupe Derbez, compte plus de 150 salariés pour un chiffre d’affaires évalué à 150 millions d’euros en 2020. Au total, le groupe possède 45 hectares de pépinière répartis entre la France mais aussi l’Espagne où se trouve un site. 

## Affaire judiciaire
En 2021, après avoir ouvert le capital de son entreprise, Thierry Derbez est écarté lors d’un conseil d’administration. Il lui est reproché d’avoir commis des fraudes et effectué des paiements en espèces non facturés, des irrégularités comptables, des prestations non facturées et paiements en espèces pour des montants très élevés. Une plainte est alors déposée contre lui pour faux, usage de faux et blanchiment d’argent. 
D’abord interdit d’entrer sur son lieu de travail, il est finalement autorisé à revenir. Dans la foulée, Thierry Derbez demande une procédure de sauvegarde qui est refusée. Fin octobre 2022, le tribunal de commerce de Fréjus indique refuser la demande de levée de la procédure de sauvegarde, donnant ainsi raison à Thierry Derbez. 
Quelques mois plus tard, Mediapart annonce l’ouverture d’une information judiciaire contre le tribunal de commerce de Fréjus dans le cadre d’un « possible trafic d’influence, et de la récusation d’une juge consulaire ». Il est fait état notamment de « complaisance » de la part du tribunal de commerce de Fréjus dans l’affaire de Thierry Derbez. 
En mai 2022, Mediapart révèle que la justice enquête sur un « possible système de paiements en liquide et de prestations sans factures », faux, usage de faux, blanchiment. Il révèle également que certains des clients de Thierry Derbez, des milliardaires français très connus, pourraient être cités et mêlés à certaines pratiques frauduleuses du jardinier,.
En fin décembre 2023, Thierry Derbez est mis en examen pour travail dissimulé et abus de biens sociaux. Il est « placé sous contrôle judiciaire avec notamment l’interdiction de se rendre sur les sites de la société du groupe TD Développement ».